# Jacques Bodmer
Jacques Bodmer (* 19. Juli 1924 in Barcelona; † 5. März 2014 in Tarragona) war ein spanisch-katalanischer Dirigent Schweizer Familienherkunft, der über lange Jahre hinweg große südamerikanische Orchester leitete.

## Leben und Werk
Jacques Bodmer wurde im Juli 1924 als Sohn Schweizer Eltern in Barcelona geboren. Er studierte in Barcelona und von 1945 bis 1948 bei Hermann Scherchen in Zürich.
Jacques Bodmer gab 1948 im Nachkriegskatalonien sein Debüt als Dirigent mit der Banda municipal von Mataró in Spanien. Er dirigierte Konzerte innerhalb der Cicles musicals del Jardí dels Tarongers des Mäzens und Ingenieurs Josep Bartomeu. Hier brachte er Werke von Arnold Schönberg auf die Bühne, ein außerordentliches Wagnis für diese Zeit. Der Komponist Luis de Pablo widmete später Bodmer seine Una historia de la música contemporánea („Eine Geschichte der zeitgenössischen Musik“) anlässlich ihrer 50-Jährigen Freundschaft und für das entschiedene Eintreten Bodmers für die Neue Musik.
In den frühen 1950er Jahren dirigierte Bodmer zahlreiche Konzerte im Palau de la Música Catalana mit Konzertsolisten wie der damals sehr jungen Konzertpianistin Rosa Sabater. 1949 gründete er das Orchestre de Chambre Jacques Bodmer, das er 1950 in das Orchestre de Chambre Catalan Jacques Bodmer umbenannte. In symphonischen wie in kammermusikalischen Konzerten führte Bodmer für die damalige Zeit gewagte Stücke wie beispielsweise Igor Strawinskys Geschichte vom Soldaten in allen Versionen in Zusammenarbeit mit dem Violinisten Lluís Benejam auf. Lluís Benejam startete darauf eine erfolgreiche Karriere in den Vereinigten Staaten. Jacques Bodmer nahm etwas später seine Karriere in Südamerika auf.
Von 1956 bis 1958 wirkte Jacques Bodmer als Toningenieur beim Orchester von Radio Beromünster in Zürich. 1959 wurde er Chefdirigent des Orquesta Municipal de Barcelona und 1960 Chefdirigent des Orchesta Filarmonica de Chile in Santiago de Chile, 1963 Chefdirigent des Orquesta Nacional de Uruguay. Von 1970 bis 1975 leitete er das Orquesta Sinfónica Nacional Argentina.
Jacques Bodmer unternahm 1961 bis 1962 Konzertreisen durch Südamerika. In den frühen 1960er Jahren spielte er zahlreiche Tonträger wie die beiden Klavierkonzerte von Johannes Brahms mit dem Orquesta de la Societat Wagneriana und Claudio Arrau in Buenos Aires ein. Speziell diese Aufnahme wurde von der Kritik hoch gelobt. Mit der katalanischen Schauspielerin Margarita Xirgu als Erzählerin führte er 1961 in Montevideo das Werk Llanto por Ignacio Sánchez Mejías („Weinen um Ignacio Sánchez Mejías“) des französischen Komponisten Maurice Ohana auf. In solchen Aufführungen wurde die Erinnerung an den durch Franquisten verübten Mord an Federico García Lorca im August 1936 hoch aktualisiert. Die vielen Spanier und Katalanen im Exil, fühlten sich von solchen Werken existentiell angesprochen.
1985 kehrte Jacques Bodmer nach Europa zurück. Als Dirigent übernahm er von 1985 bis 1993 das spanische, von Pablo de Sarasate gegründete Traditionsorchester Orquesta Santa Cecilia de Pamplona und entwickelte es zum heutigen Orquesta Pablo Sarasate, Orquesta Sinfónica de Navarra in Pamplona. Seinen Lebensabend verbrachte Jacques Bodmer in Tarragona, wo er im März 2015 starb.